# Стего
Стего (стеговложение, стегоканал, стегознак) — так называется секретная информация, особым образом вкладываемая в другой информационный объект, так что она является незаметной («невидимой») для непосвященного человека. Является одним из основных понятий стеганографии.
Стего может являться, например, шумоподобный сигнал низкой мощности в звуковом сигнале или изображении, в котором закодирован секретный информационный поток.
По мнению некоторых авторов, название стего искажает смысл используемого понятия (так как с лат. stego — это «крыша», «черепица»). Более правильной при этом считается приставка стегано (отсюда — стегановложение, стеганоканал, стеганознак, стеганодетектор и т. п.).